# Johannes Pietsch
Johannes Pietsch (Viena, 29 de abril de 2001), conocido artísticamente como JJ, es un cantante, compositor y contratenor austríaco de ascendencia filipina. El 17 de mayo de 2025 se convirtió en el ganador de la 69 edición del Festival de la Canción de Eurovisión 2025, tras interpretar la canción «Wasted Love», compuesta con Teodora Špirić.

## Biografía
Nacido en Viena de padre austriaco (técnico informático) y madre filipina (cocinera profesional), vivió en Dubái  hasta 2016, cuando su familia regresó a Austria.
En 2020, después de no poder inscribirse a tiempo para The Voice of Germany, participó en The Voice UK, llegando hasta la fase eliminatoria, donde luego fue eliminado. Al año siguiente, participó en el concurso de talentos austriaco Starmania, donde llegó a la primera final. Al mismo tiempo, asistió a la escuela lírica de la Ópera Estatal de Viena.
El 30 de enero de 2025, durante la emisión de radio Ö3-Wecker en Ö3, Johannes Pietsch fue anunciado oficialmente como representante de Austria en el Festival de la Canción de Eurovisión 2025, celebrado en Basilea, donde actuaría bajo el nombre artístico de JJ. Su canción, «Wasted Love», compuesta con Teodora Špirić, sería presentada en marzo de 2025. El 17 de mayo  de 2025 se convirtió en el ganador de la 69 edición de Eurovisión.

## Estilo musical
El estilo musical de Johannes Pietsch combina elementos de la ópera y el pop. Como contralto con un registro que llega al de soprano, explora ambos géneros a través de un enfoque vocal e interpretativo intenso y expresivo.

## Vida personal
Pietsch habla, además de alemán, también inglés, francés y tagalo. En una entrevista con el portal queer.de, Pietsch se identificó como persona queer. Tras su victoria en Eurovisión, comentó que tenía un novio que vive en Viena.

## Discografía

### Sencillos
- 2025 – «Wasted Love»